# Ԥ
Pé cramponné (capitale Ԥ, minuscule ԥ) est une lettre de l'alphabet cyrillique utilisée dans l’écriture de l’abkhaze.

## Utilisation
En abkhaze, la lettre pé cramponné a remplacé le pé crochet médian ‹ Ҧ ›.
En russe la lettre est employée sur internet comme synonyme du terme vulgaire « пиздец ».

## Représentation informatique
Le pé cramponné peut être représenté avec les caractères Unicode (Cyrillique – supplément) suivants :
| formes    | représentations | chaînes de caractères | points de code | descriptions                             |
| --------- | --------------- | --------------------- | -------------- | ---------------------------------------- |
| capitale  | Ԥ               | Ԥ                     | U+0524         | lettre majuscule cyrillique pé cramponné |
| minuscule | ԥ               | ԥ                     | U+0525         | lettre minuscule cyrillique pé cramponné |